# Патрік Джозеф Кеннеді
Патрік Джозеф Кеннеді (англ. Patrick Joseph Kennedy; 14 січня 1858, Бостон — 18 травня 1929, Бостон) — засновник відомого клану Кеннеді, найбільш відомий з його онуків Джон Фіцджеральд Кеннеді був 35-м президентом США.

## Біографія
Був молодшим з п'яти дітей в родині ірландських іммігрантів-католиків Патріка Кеннеді й Бріджит Мерфі, які обидвоє були з Нью-Росс, Вексфорд, і одружилися в Бостоні 26 вересня 1849 року. Старший їхній син, Іван III, помер від холери в дитинстві. Через 10 місяців після народження Патріка його батько також помер під час епідемії холери.
Як єдиний чоловік, що залишився в живих, Патрік першим в сім'ї Кеннеді повинен був здобути освіту. У чотирнадцятирічному віці він залишив школу і пішов працювати в доках Бостона офіційно вантажником, насправді почав кар'єру бутлегера, щоб допомогти підтримати матір і трьох старших сестер. У 1880 році на гроші від продажу спиртного він почав кар'єру в бізнесі, купивши салон на Сінній площі в центрі Бостона. З часом він купив доки в Бостоні, а потім бар у висококласному готелі у Східному Бостоні, Маверік-хауз. Ще не досягнувши тридцятиріччя, він став імпортером віскі.
Патрік також придбав частку у вугільній компанії і значну кількість акцій компанії Колумбія Траст.
Він навчався в Бостонському коледжі і став видатним бізнесменом до свого приходу в політику.

## Політична діяльність
З 1884 року він отримав політичну вигоду від свого економічного успіху, ставши популярним у Бостоні політиком. Патрік Джозеф Кеннеді був членом Палати представників, куди п'ять разів обирався на один рік. Він також обирався в Сенат штату Массачусетс три рази, кожен раз на два роки. В цей час Кеннеді був одним з найбільш важливих лідерів Демократичної партії в Бостоні і в 1888 році був запрошений для виступу на національному з'їзді партії в Сент-Луїсі по кандидатурі Гровера Клівленда, який висувався в президенти Сполучених Штатів. Кеннеді покинув Сенат у 1895 році, увійшовши до складу партійного Комітету зі стратегії, де проявив себе як майстер закулісних дій.

## Пам'ять
Ім'ям Джозефа Патріка Кеннеді названа державна гімназія в Східному Бостоні.